# Michael Oswald
William Richard Michael Oswald (ur. 21 kwietnia 1934, zm. 17 kwietnia 2021) – angielski manager wyścigów konnych i od 2003 do 2021 roku doradca królowej Elżbiety II. Wcześniej był menadżerem wyścigów królowej-matki Elżbiety w latach 1970-2002. 

## Życiorys
Był synem podpułkownika Williama Oswalda i Rose-Marie Oswald (z domu Leahy). Michael Oswald kształcił się w Eton College i King's College w Cambridge. Został powołany do Gwardii Szkockiej, potem brał udział w wojnie koreańskiej podczas której służył w 1. Batalionie Królewskiego Pułku. 
Zmarł w kwietniu 2021 r. W wieku 86 lat.

## Odznaczenia
W 2020 Oswald otrzymał Krzyż Wielki Królewskiego Orderu Wiktoriańskiego. Wcześniej otrzymał również Krzyż Komandorski i Oficerski tego orderu.